# Torre Ušće

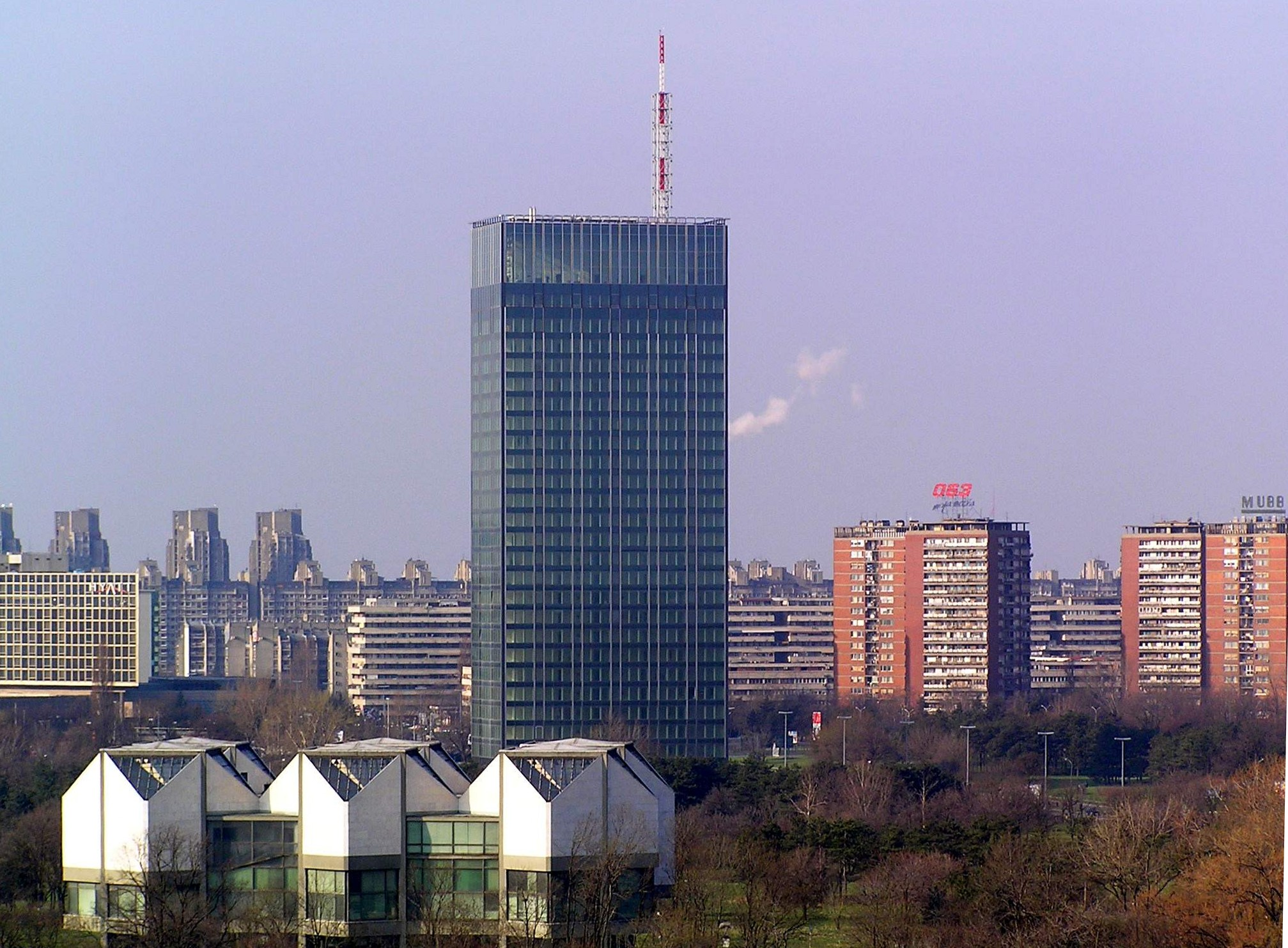
Torre Ušće.

La Torre Ušće (en serbio cirílico: Ушће; literalmente en español "confluencia") es el rascacielos más alto de la ciudad de Belgrado, capital de Serbia, con una altura de 115 m, y la segunda construcción más alta del país, por detrás de la torre de televisión de Belgrado. Fue el rascacielos más alto de los Balcanes hasta la finalización en 2008 de la Avaz Twist Tower (172 m), en Sarajevo, capital de Bosnia y Herzegovina.
Construido en 1964, se trata de un edificio de cristal con vistas a la confluencia de los ríos Danubio y Sava desde el barrio de Nueva Belgrado. Originalmente constaba de 105 m de altura, y fue utilizado como sede del comité central de la Liga de Comunistas de Yugoslavia.
La torre Ušće era utilizada habitualmente con fines comerciales hasta el 21 de abril de 1999, cuando fue gravemente dañada por los sucesivos ataques aéreos de la OTAN durante el bombardeo de Yugoslavia. A partir de 2003, la torre fue reconstruida, incluyendo un aumento de 2 plantas (141 m) de altura, con la adición de una antena de 26 m, que en términos estrictamente arquitectónicos no cuenta como altura de la construcción. El Complejo Ušće, un moderno centro de negocios, se encuentra desde 2009 en fase de construcción, constituyendo un importante centro comercial y de ocio. La construcción de la segunda torre, diseñada como gemela de la primera, comenzó en 2018 y se inauguró en junio de 2020.

## Galería

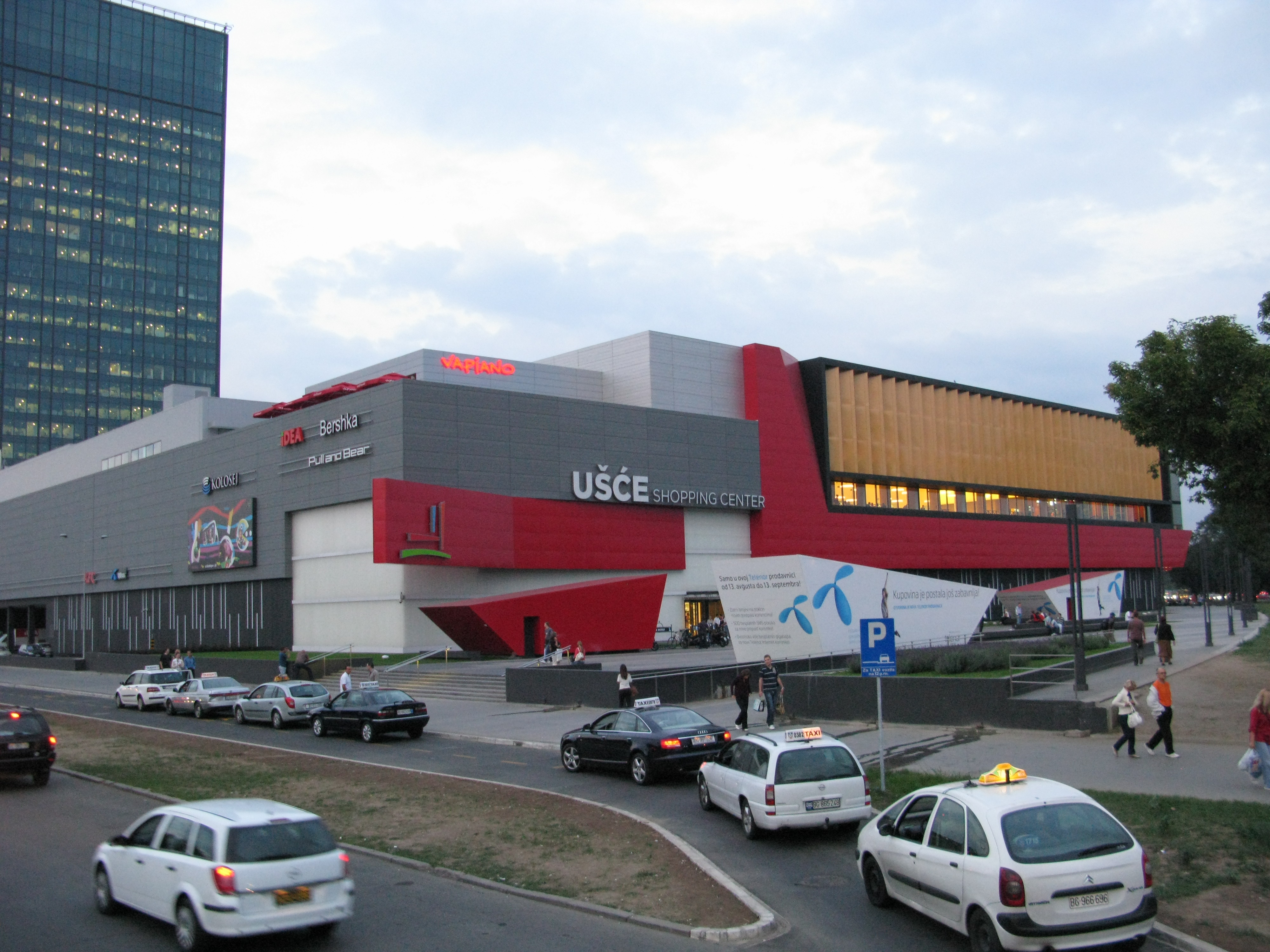
Centro comercial de Ušće.
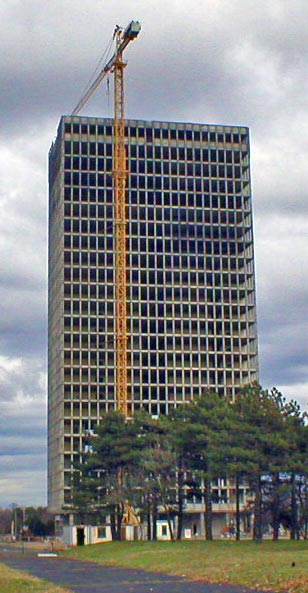
Reconstrucción de la torre.
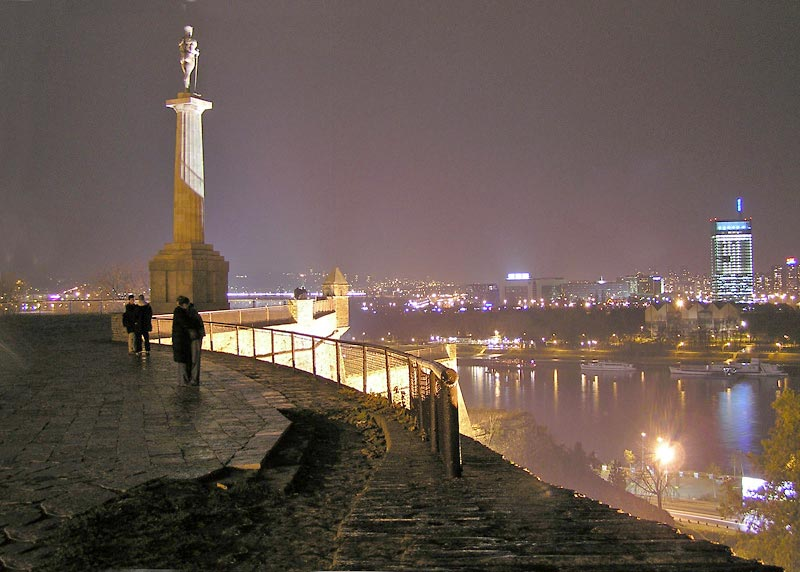
Vista nocturna de la torre Ušće.
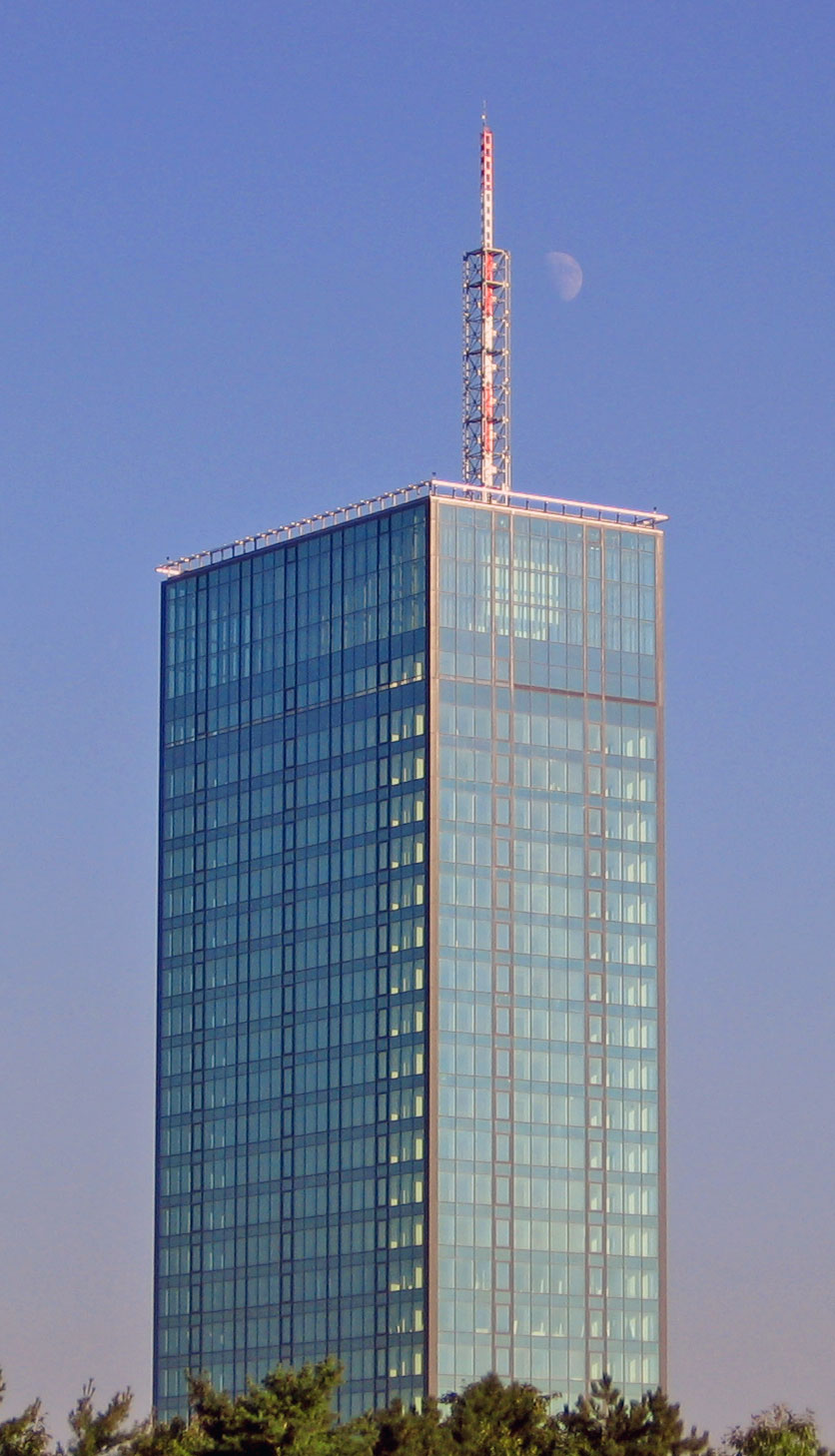
Vista durante el día.